# Комса (Красноярский край)
Комса — покинутая деревня в Туруханском районе Красноярского края, входит в Борский сельсовет.

## Географическое положение
Деревня находится примерно в 488 км от центра района — села Туруханск, в 46 км от центра сельсовета, поселка Бор, на левом берегу Енисея.

## Климат
Климат резко континентальный, субарктический. Зима продолжительная. Средняя температура января — −30˚С — −36˚С. Лето умеренно тёплое. Средняя температура июля от +13˚С до +18˚С. Продолжительность безморозного периода 73—76 суток. Осадки преимущественно летние, количество их колеблется от 400—600 мм.

## История
Деревня основана в 1764 году. Первые засельщики Андрей Григорьевич Краснопеев и Яков Иванович Ярков. По хозяйственной деятельности деревня значилась вспомогательным участком Вороговского госпромхоза. По проекту районной планировки 1969 г. д. Комса — неперспективный населённый пункт с планируемым сселением в д. Сумароково до 1975 г.

## Население
| 1960 | 2010 |
| ---- | ---- |
| 80   | ↘0   |

Постоянное население деревни 39 чел. (1969), 2 чел. (2008, данные района). 